# Бикова (Ішимський район)
Би́кова (рос. Быкова) — присілок у складі Ішимського району Тюменської області, Росія.
Населення — 277 осіб (2010, 321 у 2002).
Національний склад станом на 2002 рік:
- росіяни — 70 %